# Angelo Pometta
Angelo Pometta (Broglio, 9 maggio 1834 – Broglio, 23 giugno 1876) è stato un medico e politico svizzero.

## Biografia
Figlio di Benedetto Pometta, avvocato e di Margherita Lotti figlia del Landamano Giacomo Lotti e Rosa Bacci. Visse una parte della sua fanciullezza a Genova, dove era esiliato il padre. Studiò ginnasio e liceo dai Padri Somaschi nel Collegio Sant'Antonio di Lugano, in seguito proseguì l'università prima a Parma e poi a Modena dove gli avi materni Bacci avevano prosperato alla Mirandola di Modena. A Modena si laureò, regnando Francesco V, il 18 giugno 1857 con lode in Medicina e Chirurgia. Il 25 giugno 1857 il Ducato di Modena gli consegna un documento nel quale viene dichiarato il più eccellente tra i condiscepoli della scuola di medicina degli stati Estensi.
Sposa a Modena il 29 aprile 1862 Leopoldina Capponi (nata a Cerentino il 1 ottobre 1844 figlia dell'industriale e consigliere Nazionale Daniele di Maddalena del Giudice Filippo Pedrazzi e sorella dell'avvocato e tenente Colonnello Marco Capponi), lei in seguito alla sua morte farà da madre e padre per tutti 9 figli portandoli a distinguersi professionalmente e culturalmente in Canton Ticino.
Nominato medico condotto della Lavizzara si consacrò tutto a quella missione, sopportando strapazzi e privazioni in quella vallata. Promosse la scuola popolare e igienica, fondò e presiedette la Società Agricola Valmaggese che lo ricordò festeggiando il centenario della sua attività: ne curò almanacchi e pubblicazioni. 
Fu Ufficiale dell'Accademia di Pico della Mirandola, deputato al Gran Consiglio e Sindaco di Broglio. Cimentatosi già al Collegio con la poesia aveva sciolto un inno alla Madonna di Rima oltre ad auguri poetici per nozze.
Morì in un incidente mentre si recava dai suoi pazienti nella valle.